# Гриър Гарсън
Айлийн Евелин Гриър Гарсън Фогелсън, CBE /Орден на Британската империя/ (29 септември 1904 – 6 април 1996), по-известна като Гриър Гарсън, е английска актриса филмова, таетрална и телевизионна актриса в Холивуд, носителка на Оскар и Златен глобус. 

## Биография
Завършва класическа литература на XVIII век и Френски език в Кингс колидж. Като млада актриса в Лондон, Гарсън започва кариерата си в театъра. Скоро се издига и утвърждава като звезда на лондонските сцени. Там тя бива открита от директора на Метро-Голдуин-Майер, Луис Мейър. В Холивуд Гарсън пристига на 33-годишна възраст. Често работи с приятеля си, Уолтър Пиджън, с когото общо снима 8 филма. Филмографията ѝ включва „Гордост и предразсъдъци“ (1940), „Госпожа Кюри“, „Госпожа Паркингтън“, „Цветчета в прахта“, „Тази Форсайтова жена“, „Довиждане, г-н Чипс“.
Набира популярност по време на Втората световна война благодарение на ролята си като Кей Минивър във филма „Госпожа Минивър“'(1942) и „Случайна реколта“ от същата година. В периода 1942 – 1946 г. попада в класацията на топ-10 бокс офис хитове.
През 1951 г. става гражданин на САЩ. Снима последния си филм през 1967 г., след което се оттегля със съпруга си Бъди Фогелсън, който е нефтен магнат, в щата Тексас. През съвместния си живот Гарсън и Фогелсън се ценят поради филантропската им дейност, спонсорирайки множество университети, медицински проучвания, и др. След неговата смърт тя дарява милиони долари за построяването на театър в Санта Фе, Ню Мексико, като продължава спонсорството към тамошните университет и парк. Гарсън е преследвана от здравословни проблеми от ранна детска възраст. Прекарва последните 3 години от живота си в болница. Умира от сърдечна недостатъчност на 6 април 1996 г.

## Отличия
Бидейки една от най-ярко сияещите звезди в студиото на Метро-Голдуин-Майер през 40-те години на XX век, Гарсън получава 7 номинации за награда Оскар, включително и рекордни 5 последователни номинации, като печели в категория най-добра женска роля за Госпожа Минивър.

## Избрана филмография
| Година | Филм                    | Оригинално заглавие | Роля             | Режисьор       |
| ------ | ----------------------- | ------------------- | ---------------- | -------------- |
| 1940   | Гордост и предразсъдъци | Pride & Prejudice   | Елизабет Бенет   | Робърт Леонард |
| 1942   | Госпожа Минивър         | Mrs. Miniver        | г-жа Кей Минивър | Уилям Уайлър   |